# Notación para la diferenciación
En cálculo diferencial, no existe una única notación para la derivación estándar. Varios matemáticos tienen notaciones diferentes, entre ellos Leibniz, Newton, Lagrange y Arbogast. La utilidad de cada notación depende del contexto en el que se utilice, y a veces es ventajoso utilizar más de una notación en un contexto determinado. Para entornos más especializados, como las derivadas parciales en cálculo multivariable, análisis tensorial o cálculo vectorial, son comunes otras notaciones, como la notación subíndice o el operador ∇. A continuación se enumeran las notaciones más comunes para la derivación (y su operación opuesta, la antiderivación o la integración indefinida).

## Notación de Leibniz
La notación original empleada por Gottfried Leibniz se utiliza en todas las matemáticas. Es especialmente habitual cuando la ecuación y = f(x) se considera una relación funcional entre variables dependientes e independientes y y x. La notación de Leibniz hace explícita esta relación escribiendo la derivada como:
{\displaystyle {\frac {dy}{dx}}.}
Además, la derivada de f en x se escribe, por lo tanto,
{\displaystyle {\frac {df}{dx}}(x){\text{ o }}{\frac {df(x)}{dx}}{\text{ o }}{\frac {d}{dx}}f(x).}

El valor de la derivada de y en un punto x = a puede expresarse de dos maneras utilizando la notación de Leibniz:
{\displaystyle \left.{\frac {dy}{dx}}\right|_{x=a}{\text{ o }}{\frac {dy}{dx}}(a).}
La notación de Leibniz permite especificar la variable para la derivación (en el denominador). Esto es especialmente útil cuando se consideran derivadas parciales. También hace que la regla de la cadena sea fácil de recordar y reconocer:
{\displaystyle {\frac {dy}{dx}}={\frac {dy}{du}}\cdot {\frac {du}{dx}}.}
La notación de Leibniz para la derivación no requiere asignar significado a símbolos como dx o dy (conocidos como diferenciales) por sí mismos, y algunos autores no intentan asignarles ningún significado. Leibniz trataba estos símbolos como infinitesimales. Autores posteriores les han asignado otros significados, como infinitesimales en análisis no estándar o derivadas exteriores. Normalmente, “'dx”' se deja sin definir o se equipara con {\displaystyle \Delta x}, mientras que a dy se le asigna un significado en términos de dx, mediante la ecuación
{\displaystyle dy={\frac {dy}{dx}}\cdot dx,}
que también se puede escribir, por ejemplo,
{\displaystyle df=f'(x)\cdot dx}
(véase más abajo). Tales ecuaciones dan lugar a la terminología que se encuentra en algunos textos en los que la derivada se denomina «coeficiente diferencial» (es decir, el coeficiente de dx).
|
Algunos autores y revistas establecen el símbolo diferencial d en tipo romano en lugar de cursiva: dx. La guía de estilo científico ISO/IEC 80000 recomienda este estilo.

## Notación de Lagrange
Una de las notaciones modernas más comunes para la derivación lleva el nombre de Joseph Louis Lagrange, aunque en realidad fue inventada por Euler y popularizada por el primero. En la notación de Lagrange, una prima denota una derivada. Si “'f”' es una función, entonces su derivada evaluada en x se escribe
{\displaystyle f'(x)}.
Apareció por primera vez en 1749.
Las derivadas superiores se indican utilizando marcas primas adicionales, como en {\displaystyle f''(x)} para la derivada segunda y {\displaystyle f'''(x)} para la derivada tercera. El uso repetido de marcas primas acaba resultando poco práctico, por lo que algunos autores continúan empleando números romanos, normalmente en minúscula, como en
{\displaystyle f^{\mathrm {iv} }(x),f^{\mathrm {v} }(x),f^{\mathrm {vi} }(x),\ldots ,}
para denotar las derivadas de cuarto, quinto, sexto y orden superior. Otros autores utilizan números arábigos entre paréntesis, como en
{\displaystyle f^{(4)}(x),f^{(5)}(x),f^{(6)}(x),\ldots .}
Esta notación también permite describir la derivada «n», donde «n» es una variable. Se escribe
{\displaystyle f^{(n)}(x).}
Los caracteres Unicode relacionados con la notación de Lagrange incluyen
- U+2032 ◌′ PRIME
- U+2033 ◌″ DOUBLE PRIME
- U+2034 ◌‴ TRIPLE PRIME
- U+2057 ◌⁗ QUADRUPLE PRIME

Cuando hay dos variables independientes para una función {\displaystyle f(x,y)}, a veces se utilizaba la siguiente notación:
{\displaystyle {\begin{aligned}f^{\prime }&={\frac {\partial f}{\partial x}}=f_{x}\\[5pt]f_{\prime }&={\frac {\partial f}{\partial y}}=f_{y}\\[5pt]f^{\prime \prime }&={\frac {\partial ^{2}f}{\partial x^{2}}}=f_{xx}\\[5pt]f_{\prime }^{\prime }&={\frac {\partial ^{2}f}{\partial y\partial x}}\ =f_{xy}\\[5pt]f_{\prime \prime }&={\frac {\partial ^{2}f}{\partial y^{2}}}=f_{yy}\end{aligned}}}

### Notación de Lagrange para la antiderivada
Al tomar la antiderivada, Lagrange siguió la notación de Leibniz:
{\displaystyle f(x)=\int f'(x)\,dx=\int y'\,dx.}
Sin embargo, dado que la integración es la operación inversa de la derivación, la notación de Lagrange para derivadas de orden superior se extiende también a las integrales. Las integrales repetidas de «f» pueden escribirse como
{\displaystyle f^{(-1)}(x)} para la primera integral (esto se confunde fácilmente con la función inversa {\displaystyle f^{-1}(x)}),
{\displaystyle f^{(-2)}(x)} para la segunda integral,
{\displaystyle f^{(-3)}(x)} para la tercera integral, y
{\displaystyle f^{(-n)}(x)} para la integral «n».

## Notación D
Esta notación se denomina a veces «notación de Euler», aunque fue introducida por Louis François Antoine Arbogast, y parece que Leonhard Euler no la utilizó.[cita requerida]
Esta notación utiliza un operador diferencial denotado como D (operador D) o D̃ (Operador de Newton-Leibniz). Cuando se aplica a una función f(x), se define mediante
{\displaystyle (Df)(x)={\frac {df(x)}{dx}}.}
Las derivadas superiores se notan como «potencias» de «D» (donde los superíndices denotan la composición iterada de «D»), como en
{\displaystyle D^{2}f} para la segunda derivada,
{\displaystyle D^{3}f} para la tercera derivada, y
{\displaystyle D^{n}f} para la derivada «n».
La notación D deja implícita la variable con respecto a la cual se realiza la derivación. Sin embargo, esta variable también se puede hacer explícita poniendo su nombre como subíndice: si «f» es una función de una variable «x», esto se hace escribiendo
{\displaystyle D_{x}f} para la primera derivada,
{\displaystyle D_{x}^{2}f} para la segunda derivada,
{\displaystyle D_{x}^{3}f} para la tercera derivada, y
{\displaystyle D_{x}^{n}f} para la derivada «n».
Cuando «f» es una función de varias variables, es habitual utilizar «∂», una «d» minúscula cursiva estilizada, en lugar de «“'D”'». Como arriba, los subíndices denotan las derivadas que se están tomando. Por ejemplo, las segundas derivadas parciales de una función {\displaystyle f(x,y)} son:
{\displaystyle {\begin{aligned}&\partial _{xx}f={\frac {\partial ^{2}f}{\partial x^{2}}},\\[5pt]&\partial _{xy}f={\frac {\partial ^{2}f}{\partial y\,\partial x}},\\[5pt]&\partial _{yx}f={\frac {\partial ^{2}f}{\partial x\,\partial y}},\\[5pt]&\partial _{yy}f={\frac {\partial ^{2}f}{\partial y^{2}}}.\end{aligned}}}
Véase Derivadas parciales
La notación D es útil en el estudio de las ecuaciones diferenciales y en el álgebra diferencial.

### Notación D para antiderivadas
La notación D se puede utilizar para antiderivadas de la misma manera que la notación de Lagrange de la siguiente manera
{\displaystyle D^{-1}f(x)} para una primera antiderivada,
{\displaystyle D^{-2}f(x)} para una segunda antiderivada, y
{\displaystyle D^{-n}f(x)} para una antiderivada de orden «n».

## Notación de Newton
Notación de Isaac Newton para la diferenciación (también llamada «notación de puntos», fluxions, o a veces, de forma burda, la «notación flyspeck» para la diferenciación) coloca un punto sobre la variable dependiente. Es decir, si y es una función de t, entonces la derivada de y con respecto a t es
{\displaystyle {\dot {y}}}
Los derivados superiores se representan utilizando varios puntos, como en
{\displaystyle {\ddot {y}},{\overset {...}{y}}}
Newton amplió bastante esta idea:
{\displaystyle {\begin{aligned}{\ddot {y}}&\equiv {\frac {d^{2}y}{dt^{2}}}={\frac {d}{dt}}\left({\frac {dy}{dt}}\right)={\frac {d}{dt}}{\Bigl (}{\dot {y}}{\Bigr )}={\frac {d}{dt}}{\Bigl (}f'(t){\Bigr )}=D_{t}^{2}y=f''(t)=y''_{t}\\[5pt]{\overset {...}{y}}&={\dot {\ddot {y}}}\equiv {\frac {d^{3}y}{dt^{3}}}=D_{t}^{3}y=f'''(t)=y'''_{t}\\[5pt]{\overset {\,4}{\dot {y}}}&={\overset {....}{y}}={\ddot {\ddot {y}}}\equiv {\frac {d^{4}y}{dt^{4}}}=D_{t}^{4}y=f^{\rm {IV}}(t)=y_{t}^{(4)}\\[5pt]{\overset {\,5}{\dot {y}}}&={\ddot {\overset {...}{y}}}={\dot {\ddot {\ddot {y}}}}={\ddot {\dot {\ddot {y}}}}\equiv {\frac {d^{5}y}{dt^{5}}}=D_{t}^{5}y=f^{\rm {V}}(t)=y_{t}^{(5)}\\[5pt]{\overset {\,6}{\dot {y}}}&={\overset {...}{\overset {...}{y}}}\equiv {\frac {d^{6}y}{dt^{6}}}=D_{t}^{6}y=f^{\rm {VI}}(t)=y_{t}^{(6)}\\[5pt]{\overset {\,7}{\dot {y}}}&={\dot {\overset {...}{\overset {...}{y}}}}\equiv {\frac {d^{7}y}{dt^{7}}}=D_{t}^{7}y=f^{\rm {VII}}(t)=y_{t}^{(7)}\\[5pt]{\overset {\,10}{\dot {y}}}&={\ddot {\ddot {\ddot {\ddot {\ddot {y}}}}}}\equiv {\frac {d^{10}y}{dt^{10}}}=D_{t}^{10}y=f^{\rm {X}}(t)=y_{t}^{(10)}\\[5pt]{\overset {\,n}{\dot {y}}}&\equiv {\frac {d^{n}y}{dt^{n}}}=D_{t}^{n}y=f^{(n)}(t)=y_{t}^{(n)}\end{aligned}}}
Los caracteres Unicode relacionados con la notación de Newton incluyen:
- U+0307 ◌̇ COMBINING DOT ABOVE
- U+0308 ◌̈ DIAÉRESIS COMBINATORIA
- U+20DB ◌⃛ TRES PUNTOS COMBINADOS POR ENCIMA ← sustituido por «diaéresis combinatoria» + «punto combinatorio por encima».
- U+20DC ◌⃜ CUATRO PUNTOS COMBINADOS ARRIBA ← sustituido por «diéresis combinada» dos veces.
- U+030D ◌̍ LÍNEA VERTICAL COMBINADA ARRIBA
- U+030E ◌̎ COMBINING DOUBLE VERTICAL LINE ABOVE
- U+25AD ▭ WHITE RECTANGLE
- U+20DE ◌⃞ CUADRADO COMBINATORIO ENCERRADO
- U+1DE0 ◌ᷠ LETRA MINÚSCULA LATINA COMBINATORIA N

La notación de Newton se utiliza generalmente cuando la variable independiente denota tiempo. Si la ubicación y es una función de t, entonces {\displaystyle {\dot {y}}} denota velocidad y {\displaystyle {\ddot {y}}} denota aceleración. Esta notación es popular en física y física matemática. También aparece en áreas de las matemáticas relacionadas con la física, como las ecuaciones diferenciales.
Al derivar una variable dependiente y = f(x), existe una notación alternativa:
{\displaystyle {\frac {\dot {y}}{\dot {x}}}={\dot {y}}:{\dot {x}}\equiv {\frac {dy}{dt}}:{\frac {dx}{dt}}={\frac {\frac {dy}{dt}}{\frac {dx}{dt}}}={\frac {dy}{dx}}={\frac {d}{dx}}{\Bigl (}f(x){\Bigr )}=Dy=f'(x)=y'.}
Newton desarrolló los siguientes operadores diferenciales parciales utilizando puntos laterales en una X curva ( ⵋ ). Las definiciones dadas por Whiteside son las siguientes:
{\displaystyle {\begin{aligned}{\mathcal {X}}\ &=\ f(x,y)\,,\\[5pt]\cdot {\mathcal {X}}\ &=\ x{\frac {\partial f}{\partial x}}=xf_{x}\,,\\[5pt]{\mathcal {X}}\!\cdot \ &=\ y{\frac {\partial f}{\partial y}}=yf_{y}\,,\\[5pt]\colon \!{\mathcal {X}}\,{\text{ or }}\,\cdot \!\left(\cdot {\mathcal {X}}\right)\ &=\ x^{2}{\frac {\partial ^{2}f}{\partial x^{2}}}=x^{2}f_{xx}\,,\\[5pt]{\mathcal {X}}\colon \,{\text{ or }}\,\left({\mathcal {X}}\cdot \right)\!\cdot \ &=\ y^{2}{\frac {\partial ^{2}f}{\partial y^{2}}}=y^{2}f_{yy}\,,\\[5pt]\cdot {\mathcal {X}}\!\cdot \ \ &=\ xy{\frac {\partial ^{2}f}{\partial x\,\partial y}}=xyf_{xy}\,,\end{aligned}}}

### Notación de Newton para la integración
Newton desarrolló muchas notaciones diferentes para la integración en su “'Quadratura curvarum”' (1704) y en obras posteriores: escribió una pequeña barra vertical o prima sobre la variable dependiente (y̍ ), un rectángulo prefijo (▭y), o el encerramiento del término en un rectángulo (y) para denotar el método «fluido» o integral de tiempo (ausencia).
{\displaystyle {\begin{aligned}y&=\Box {\dot {y}}\equiv \int {\dot {y}}\,dt=\int f'(t)\,dt=D_{t}^{-1}(D_{t}y)=f(t)+C_{0}=y_{t}+C_{0}\\{\overset {\,\prime }{y}}&=\Box y\equiv \int y\,dt=\int f(t)\,dt=D_{t}^{-1}y=F(t)+C_{1}\end{aligned}}}
Para denotar integrales múltiples, Newton utilizó dos pequeñas barras verticales o primos (y̎), o una combinación de los símbolos anteriores ▭y̍ y̍, para denotar la segunda integral de tiempo (absity).
{\displaystyle {\overset {\,\prime \prime }{y}}=\Box {\overset {\,\prime }{y}}\equiv \int {\overset {\,\prime }{y}}\,dt=\int F(t)\,dt=D_{t}^{-2}y=g(t)+C_{2}}
Las integrales de orden superior eran las siguientes:
{\displaystyle {\begin{aligned}{\overset {\,\prime \prime \prime }{y}}&=\Box {\overset {\,\prime \prime }{y}}\equiv \int {\overset {\,\prime \prime }{y}}\,dt=\int g(t)\,dt=D_{t}^{-3}y=G(t)+C_{3}\\{\overset {\,\prime \prime \prime \prime }{y}}&=\Box {\overset {\,\prime \prime \prime }{y}}\equiv \int {\overset {\,\prime \prime \prime }{y}}\,dt=\int G(t)\,dt=D_{t}^{-4}y=h(t)+C_{4}\\{\overset {\;n}{\overset {\,\prime }{y}}}&=\Box {\overset {\;n-1}{\overset {\,\prime }{y}}}\equiv \int {\overset {\;n-1}{\overset {\,\prime }{y}}}\,dt=\int s(t)\,dt=D_{t}^{-n}y=S(t)+C_{n}\end{aligned}}}
Esta notación matemática no se generalizó debido a las dificultades de impresión[Cita requerida] y a la controversia entre Leibniz y Newton sobre el cálculo.

## Derivadas parciales
Cuando se necesitan tipos de diferenciación más específicos, como en cálculo multivariable o análisis tensorial, se suelen utilizar otras notaciones.
Para una función «f» de una sola variable independiente x, podemos expresar la derivada utilizando subíndices de la variable independiente:
{\displaystyle {\begin{aligned}f_{x}&={\frac {df}{dx}}\\[5pt]f_{xx}&={\frac {d^{2}f}{dx^{2}}}.\end{aligned}}}
Este tipo de notación es especialmente útil para calcular derivadas parciales de una función de varias variables.
Las derivadas parciales se distinguen generalmente de las derivadas ordinarias sustituyendo el operador diferencial «d» por el símbolo «∂». Por ejemplo, podemos indicar la derivada parcial de f(x, y, z) con respecto a x, pero no a y o z de varias maneras:
{\displaystyle {\frac {\partial f}{\partial x}}=f_{x}=\partial _{x}f.}
Lo que hace importante esta distinción es que una derivada no parcial como {\displaystyle \textstyle {\frac {df}{dx}}} «puede», dependiendo del contexto, interpretarse como una tasa de cambio en {\displaystyle f} con respecto a {\displaystyle x} cuando se permite que todas las variables varíen simultáneamente, mientras que con una derivada parcial como {\displaystyle \textstyle {\frac {\partial f}{\partial x}}} queda explícito que solo debe variar una variable.
Se pueden encontrar otras notaciones en diversos subcampos de las matemáticas, la física y la ingeniería; véanse, por ejemplo, las relaciones de Maxwell de la termodinámica. El símbolo {\displaystyle \left({\frac {\partial T}{\partial V}}\right)_{\!S}} es la derivada de la temperatura «T» con respecto al volumen «V» manteniendo constante la entropía (subíndice) «S», mientras que {\displaystyle \left({\frac {\partial T}{\partial V}}\right)_{\!P}} es la derivada de la temperatura con respecto al volumen manteniendo constante la presión «P». Esto es necesario en situaciones en las que el número de variables supera los grados de libertad, de modo que hay que elegir qué otras variables se mantienen fijas.
Las derivadas parciales de orden superior con respecto a una variable se expresan como
{\displaystyle {\begin{aligned}&{\frac {\partial ^{2}f}{\partial x^{2}}}=f_{xx},\\[5pt]&{\frac {\partial ^{3}f}{\partial x^{3}}}=f_{xxx},\end{aligned}}}
y así sucesivamente. Las derivadas parciales mixtas se pueden expresar como
{\displaystyle {\frac {\partial ^{2}f}{\partial y\,\partial x}}=f_{xy}.}
En este último caso, las variables se escriben en orden inverso entre las dos notaciones, como se explica a continuación:
{\displaystyle {\begin{aligned}&(f_{x})_{y}=f_{xy},\\[5pt]&{\frac {\partial }{\partial y}}\!\left({\frac {\partial f}{\partial x}}\right)={\frac {\partial ^{2}f}{\partial y\,\partial x}}.\end{aligned}}}
La denominada Notación multi-índice se utiliza en situaciones en las que la notación anterior resulta engorrosa o insuficientemente expresiva. Al considerar funciones en {\displaystyle \mathbb {R} ^{n}}, definimos un multiíndice como una lista ordenada de {\displaystyle n} enteros no negativos: {\displaystyle \alpha =(\alpha _{1},\ldots ,\alpha _{n}),\ \alpha _{i}\in \mathbb {Z} _{\geq 0}}. A continuación, definimos, para {\displaystyle f:\mathbb {R} ^{n}\to X}, la notación
{\displaystyle \partial ^{\alpha }f={\frac {\partial ^{\alpha _{1}}}{\partial x_{1}^{\alpha _{1}}}}\cdots {\frac {\partial ^{\alpha _{n}}}{\partial x_{n}^{\alpha _{n}}}}f}
De esta forma, algunos resultados (como la regla de Leibniz) que son tediosos de escribir de otras maneras pueden expresarse de forma sucinta; se pueden encontrar algunos ejemplos en el artículo sobre multi-índices.

## Notación en cálculo vectorial
El cálculo vectorial se ocupa de la diferenciación y la integración de vectores o campos escalares. Son comunes varias notaciones específicas para el caso del espacio euclídeo tridimensional.
Supongamos que (x”, y, z) es un sistema de coordenadas cartesianas dado, que A es un campo vectorial con componentes {\displaystyle \mathbf {A} =(A_{x},A_{y},A_{z})}, y que {\displaystyle \varphi =\varphi (x,y,z)} es un campo escalar.
El operador diferencial introducido por William Rowan Hamilton, escrito ∇ y denominado del o nabla, se define simbólicamente en forma de vector,
{\displaystyle \nabla =\left({\frac {\partial }{\partial x}},{\frac {\partial }{\partial y}},{\frac {\partial }{\partial z}}\right)\!,}
donde el término «simbólicamente» refleja que el operador ∇ también se tratará como un vector ordinario.
- Gradiente: El gradiente {\displaystyle \mathrm {grad\,} \varphi } del campo escalar {\displaystyle \varphi } es un vector, que se expresa simbólicamente mediante la multiplicación de ∇ y el campo escalar {\displaystyle \varphi },

{\displaystyle {\begin{aligned}\operatorname {grad} \varphi &=\left({\frac {\partial \varphi }{\partial x}},{\frac {\partial \varphi }{\partial y}},{\frac {\partial \varphi }{\partial z}}\right)\\&=\left({\frac {\partial }{\partial x}},{\frac {\partial }{\partial y}},{\frac {\partial }{\partial z}}\right)\varphi \\&=\nabla \varphi \end{aligned}}}
- Divergencia: La divergencia {\displaystyle \mathrm {div} \,\mathbf {A} } del campo vectorial A es un escalar, que se expresa simbólicamente mediante el producto punto de ∇ y el vector A,

{\displaystyle {\begin{aligned}\operatorname {div} \mathbf {A} &={\partial A_{x} \over \partial x}+{\partial A_{y} \over \partial y}+{\partial A_{z} \over \partial z}\\&=\left({\frac {\partial }{\partial x}},{\frac {\partial }{\partial y}},{\frac {\partial }{\partial z}}\right)\cdot \mathbf {A} \\&=\nabla \cdot \mathbf {A} \end{aligned}}}
- Laplaciano: El laplaciano {\displaystyle \operatorname {div} \operatorname {grad} \varphi } del campo escalar {\displaystyle \varphi } es un escalar, que se expresa simbólicamente mediante la multiplicación escalar de ∇2 y el campo escalar “'φ”',

{\displaystyle {\begin{aligned}\operatorname {div} \operatorname {grad} \varphi &=\nabla \cdot (\nabla \varphi )\\&=(\nabla \cdot \nabla )\varphi \\&=\nabla ^{2}\varphi \\&=\Delta \varphi \\\end{aligned}}}
- Rotacional:El rotacional {\displaystyle \mathrm {curl} \,\mathbf {A} }, o {\displaystyle \mathrm {rot} \,\mathbf {A} }, del campo vectorial A es un vector, que se expresa simbólicamente mediante el producto cruzado de ∇ y el vector A,

{\displaystyle {\begin{aligned}\operatorname {curl} \mathbf {A} &=\left({\partial A_{z} \over {\partial y}}-{\partial A_{y} \over {\partial z}},{\partial A_{x} \over {\partial z}}-{\partial A_{z} \over {\partial x}},{\partial A_{y} \over {\partial x}}-{\partial A_{x} \over {\partial y}}\right)\\&=\left({\partial A_{z} \over {\partial y}}-{\partial A_{y} \over {\partial z}}\right)\mathbf {i} +\left({\partial A_{x} \over {\partial z}}-{\partial A_{z} \over {\partial x}}\right)\mathbf {j} +\left({\partial A_{y} \over {\partial x}}-{\partial A_{x} \over {\partial y}}\right)\mathbf {k} \\&={\begin{vmatrix}\mathbf {i} &\mathbf {j} &\mathbf {k} \\{\cfrac {\partial }{\partial x}}&{\cfrac {\partial }{\partial y}}&{\cfrac {\partial }{\partial z}}\\A_{x}&A_{y}&A_{z}\end{vmatrix}}\\&=\nabla \times \mathbf {A} \end{aligned}}}
Muchas operaciones simbólicas de derivadas pueden generalizarse de manera sencilla mediante el operador gradiente en coordenadas cartesianas. Por ejemplo, la regla del producto de una sola variable tiene un análogo directo en la multiplicación de campos escalares mediante la aplicación del operador gradiente, como en
{\displaystyle (fg)'=f'g+fg'~~~\Longrightarrow ~~~\nabla (\phi \psi )=(\nabla \phi )\psi +\phi (\nabla \psi ).}
Muchas otras reglas del cálculo de una sola variable tienen análogos del cálculo vectorial para el gradiente, la divergencia, el rotacional y el laplaciano.
Se han desarrollado otras notaciones para tipos de espacios más exóticos. Para los cálculos en el espacio de Minkowski, el operador de d'Alembert, también llamado d'Alembertiano, operador de onda u operador de caja, se representa como {\displaystyle \Box }, o como {\displaystyle \Delta } cuando no entra en conflicto con el símbolo del laplaciano.